# Дудь, Юрий Александрович
Ю́рий Алекса́ндрович Дудь (род. 11 октября 1986, Потсдам, ГДР) — российский журналист, видеоблогер, теле- и радиоведущий. Один из бывших главных редакторов издания Sports.ru (2011—2018). Начинал карьеру как спортивный журналист.
С 2017 года — ведущий авторского канала на YouTube под названием «вДудь», благодаря которому главным образом получил известность. На нём Юрий берёт интервью у известных личностей и выпускает документальные фильмы. По состоянию на июль 2025 года канал имеет 10,3 млн подписчиков и 2,351 млрд просмотров.

## Биография
Родился в Потсдаме, ГДР в семье Александра Петровича Дудя (род. 1957), начальника военной кафедры МГТУ им. Н. Э. Баумана, доктора военных наук, профессора, заслуженного работника высшей школы Российской Федерации, почётного работника высшего профессионального образования, действительного члена Академии военных наук. Мать — Анна Степановна Дудь (род. 1957) — преподаватель химии в «Московском средне-специальном училище олимпийского резерва» № 3 Москомспорта. Есть старший брат Игорь.
Юрий Дудь называет себя украинцем по происхождению и русским — по самоощущению.
В 1990 году семья переехала в Москву, где Дудь поступил в среднюю школу № 1246 в районе Метрогородок. Занимался футболом, мечтая о карьере вратаря, но в 10 лет прекратил занятия из-за опасений, вызванных приступами бронхиальной астмы. С 11 лет начал писать спортивные заметки для «Юношеской газеты». С апреля 2000 по март 2001 года практиковался в газете «Сегодня» как автор материалов о спортивных событиях.
Начиная с апреля 2001 года, работал внештатным корреспондентом в газете «Известия». В 2003 году стал штатным сотрудником газеты, где проработал до августа 2006 года.
В 2006—2007 годах работал в журнале «PROспорт», параллельно (до марта 2007 года) публиковался в газете «Ведомости».
В 2008 году окончил факультет журналистики МГУ.
Жена — Ольга Дудь (урождённая — Бонева; род. 1 декабря 1984), окончила Российский технологический университет.
Двое детей: дочь Алёна (род. 2008) и сын Данила (род. 2013).

### Карьера
С апреля 2011 по январь 2012 года Юрий Дудь работал специальным корреспондентом и комментатором в спортивной редакции «НТВ-Плюс». Осенью 2011 года был назначен главным редактором издания Sports.ru, с сентября 2018 года сменил должность на заместителя генерального директора.
С 16 февраля 2012 по 20 июня 2013 года вёл программу «Удар головой» на телеканале «Россия-2», заменив Никиту Белоголовцева. С апреля 2012 по февраль 2013 года также комментировал матчи английской Премьер-лиги (сезоны 2011/2012 и 2012/2013) на другом спортивном канале ВГТРК «Спорт 1». Помимо этого, на «Россия-2» с сентября 2012 по март 2013 года, вместе с Владимиром Стогниенко, Юрий вёл документальный цикл о жизни любительского клуба «Спарта» под названием «30 спартанцев». Покинул ВГТРК после закрытия шоу «Удар головой» из-за его специфической тематики, приводившей к скандалам, а также высокой стоимости.
С ноября 2013 по февраль 2015 года вёл информационную передачу «Утро в Москве» на радиостанции «Сити ФМ» вплоть до закрытия радио, работал в паре с Анной Абакумовой и Еленой Перовой. В дальнейшем участвовал в кастинге ведущего спортивной рубрики в шоу «Вечерний Ургант» на «Первом канале» (им в итоге стал Кирилл Дементьев).
С 4 ноября 2015 по 27 февраля 2017 года был автором и ведущим программы «Культ тура» на «Матч ТВ», где брал интервью у известных футболистов и тренеров страны. Передача была закрыта из-за проблем с её окупаемостью, вызванных недостаточным рейтингом передачи и уходом в конце 2016 года спонсора программы — шампуня Clear.

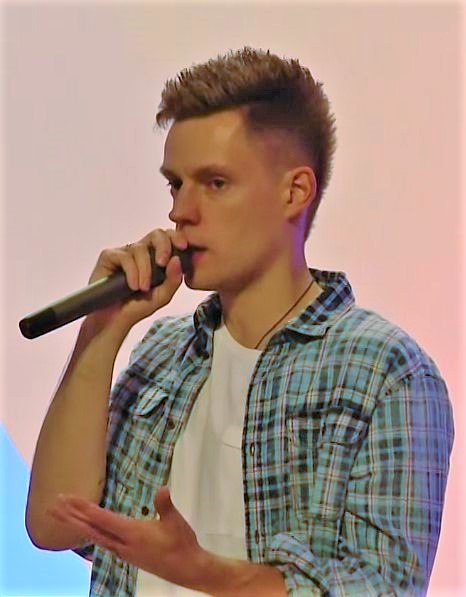
Юрий Дудь на открытии форума MediaProof в Нижнекамске, 2017 год

7 февраля 2017 года запустил на видеохостинге YouTube шоу «вДудь», в котором он берёт интервью у известных людей — журналистов, бизнесменов, деятелей политики, культуры, науки, интернета и спорта.
В сентябре 2017 года принял участие в рекламной кампании приложения VEON, разработанного компанией «Билайн». В ноябре 2017 года стал лицом бренда «Альфа-банк» на 2018 год. Также в преддверии Чемпионата мира по футболу 2018 Юрий принял участие в рекламной кампании и стал лицом бренда Head & Shoulders.
В мае 2017 года снялся в роли самого себя в клипе Васи Обломова на песню «Нести херню».
В декабре 2017 года за шоу «вДудь» получил награду «Стартапер года» по версии РБК. В том же месяце снялся в роли самого себя вместе с Игорем Николаевым, Иваном Ургантом, Александром Гудковым и Федуком в музыкальном клипе «Розово-малиновое вино» для передачи «Вечерний Ургант».
Занял 50-е место среди российских знаменитостей в рейтинге журнала Forbes, опубликованном в конце июля 2018 года.
В январе 2019 года вошёл в число владельцев портала Sports.ru, получив 0,5 % долю в уставном капитале ООО «Спортс.ру». В феврале 2021 года вместе с остальными владельцами продал свою долю инвестиционному фонду основателя Faberlic Алексея Нечаева.
В 2019 году стал автором двух документальных фильмов, посвящённых истории России: «Колыма — родина нашего страха» и «Беслан. Помни». В феврале 2020 года журналист выпустил документальный фильм, посвящённый ситуации с ВИЧ в России, — «ВИЧ в России — эпидемия, про которую не говорят».

### Резонансные инциденты
В апреле 2021 года общественная организация «Лига безопасного интернета» инициировала проверку МВД в отношении Юрия Дудя на основании двух его интервью с рэпером Моргенштерном и блогером Ивангаем, в которых представители организации усмотрели признаки пропаганды употребления запрещённых веществ. Дело против Дудя было заведено 10 июня. 20 октября 2021 года Зюзинский суд Москвы назначил ему административный штраф в размере 100 тысяч рублей. Через месяц Мосгорсуд отклонил жалобу Дудя и признал это решение законным.
В феврале 2022 года публично осудил вторжение России на Украину и уехал из России, по данным журнала The Voice, проживает в Барселоне.
10 марта 2022 года три выпуска на YouTube-канале Юрия Дудя признаны в Беларуси экстремистскими: выпуски «Комиссаренко — новая жизнь после протестов в Беларуси», «Как жить, если лишают родины» и «NEXTA — главное медиа белорусского протеста».
15 апреля 2022 года Минюст РФ внёс Дудя в реестр «СМИ — иностранных агентов».
7 июля 2022 года Дудь был оштрафован на 120 тысяч рублей по второй части статьи 6.21 КоАП «Пропаганда нетрадиционных сексуальных отношений среди несовершеннолетних». По словам адвоката, Дудь получил штраф за интервью с акционистом Фёдором Павловым-Андреевичем.

## Документальные фильмы
Юрий Дудь снял более 10 документальных фильмов. Некоторые из них вызвали общественный резонанс, бурное обсуждение в социальных сетях, критику деятельности Дудя со стороны провластных тележурналистов и общественных деятелей, а также внимание со стороны властей.

### «Человек после войны»
Во время интервью с лидером группы ДДТ Юрий Шевчук показал кадры кинохроники Чеченской Войны, которые снимал сам. Позже команда «вДудь» разыскала солдата, который был на тех кадрах, сделав документальный фильм «Человек после войны». Это первый выпуск, где главным героем рассказа является не медийная персона. Ветерану, который живёт в Калининграде, устроили в том числе встречу с самим Шевчуком, кроме этого Шевчук и Дудь помогли герою фильма приобрести автомобиль.

### «Колыма»
В апреле 2019 года Дудь выпустил документальный фильм «Колыма — родина нашего страха», в котором он проехал по трассе «Колыма», построенной жертвами сталинских репрессий, и поговорил с местными жителями. Он также взял интервью у Ефима Шифрина и дочери Сергея Королёва Наталии. По словам Дудя, одной из причин создания фильма стало недавнее исследование ВЦИОМа, которое показало, что почти половина россиян в возрасте от 18 до 24 лет никогда не слышали о сталинских репрессиях.

### «Беслан. Помни»
2 сентября 2019 года был выпущен документальный фильм «Беслан. Помни» в память о трагедии, которая произошла в школе города Беслан 1—3 сентября 2004 года. Акцент в фильме был сосредоточен на роли государства в случившейся трагедии. Сам Дудь в начале фильма заявил: «Когда-то государство допустило ошибки, которые привели к беде. Теперь государство должно окружить максимальной заботой всех, кто пострадал. И только через эту заботу оно сможет заслужить прощение, а после — доверие людей».
Фильм построен как интервью с непосредственными участниками тех событий: заложниками, журналистами, активистами, чиновниками. Так, в фильме присутствует мнение бывшего президента Ингушетии Руслана Аушева — единственного переговорщика, который зашёл в захваченную школу, и бывшего главы Северной Осетии Таймураза Мамсурова.
Всего за четыре дня фильм набрал десять миллионов просмотров.
Из-за акцента на роли государства в трагедии после выхода фильма в социальных сетях разразилась полемика.
«Новая газета» в своей публикации высказалась положительно о новой работе Юрия Дудя, подчеркнув, что фильм сделан внятно, подробно, с ровной интонацией и без истерик.
С оскорблениями на Дудя обрушился тележурналист Владимир Соловьёв, которому не понравилось, что в фильме «во всём» обвиняется государство.
Издание «Аргументы и факты» обвинило Дудя в выгораживании боевиков и призывах сотрудничать с захватившими заложников террористами. Автор опубликованной на ресурсе статьи также высказал сомнение в том, что журналист искренне не разбирается в работе анти-террористических подразделений, вместо этого предположив у того намерение снять именно пропагандистcкий политический фильм.
Журналист Дмитрий Соколов-Митрич раскритиковал фильм на своей странице в социальной сети Facebook, заявив, что в нём необъективно рассмотрен вопрос о начале штурма школы спецназом. Соколов-Митрич отметил, что был свидетелем тех событий, так как находился в Беслане с 1 по 6 сентября, а также заявил, что Дудю для интервью нужно было выбрать других собеседников. За Дудя в комментариях вступился журналист Василий Уткин, уточнив, что фильм снимался для тех, кто о трагедии знает мало. Также Василий упрекнул журналиста в том, что тот сам не снял подобный фильм.
В фильме прозвучало утверждение бывшего главы Северной Осетии Таймураза Мамсурова, что Владимир Путин посещал кладбище в Беслане, на котором похоронены жертвы теракта, о чём ранее не сообщалось. Позже пресс-секретарь Путина Дмитрий Песков подтвердил слова Мамсурова.

### «ВИЧ в России — эпидемия, про которую не говорят»
Фильм длительностью 1 час 48 минут был опубликован на YouTube-канале Дудя 11 февраля 2020 года и сразу вышел в топ видеосервиса. Свой фильм Дудь посвятил более 1 млн живущих с ВИЧ в России. В ходе интервью автор признается, что изначально его команда хотела рассказать людям про то, как не оказаться в этой статистике. Но погрузившись в тему, они поняли, что, кроме страшных цифр, есть ещё одна проблема: «Люди, живущие с ВИЧ в России, постоянно подвергаются дискриминации, их избегают, ими брезгуют». За пять дней фильм набрал 12 миллионов просмотров.
Заместитель председателя комитета Госдумы по охране здоровья Федот Тумусов организовал 14 февраля просмотр фильма в здании Госдумы. Глава Счётной палаты Алексей Кудрин 16 февраля анонсировал проведение в 2020 году анализа эффективности мер по организации медицинской помощи ВИЧ-инфицированным.
После выхода фильма журналиста число Google-запросов о покупке теста на ВИЧ выросло в 56 раз. Кроме того, руководитель Федерального научно-методического центра по профилактике и борьбе со СПИДом, академик Вадим Покровский сообщил, что у россиян вырос интерес к обследованию на ВИЧ. В частности, в клиниках Санкт-Петербурга стало в два раза больше желающих анонимно провериться на ВИЧ, а в Красноярске для проверки на вирус выстроились огромные очереди.

### «Как устроена IT-столица мира»
23 апреля 2020 года был опубликован фильм о предпринимателях Кремниевой долины. Длительность фильма 3 часа 7 минут. Юрий Дудь поговорил с восемью российскими предпринимателями долины.
Фильм сразу попал на 2-е место во вкладке «тренды» русскоязычного YouTube, менее чем за неделю его посмотрели более 13 миллионов раз. В то же время работа подверглась серьёзной критике со стороны экспертов. В фильме усмотрели сексизм (из-за отсутствия женщин-героев), авторов упрекали в однотипности героев (все они из ИТ), в том, что долина представлена идеальным местом для предпринимателя, в том, что фильм мотивирует покинуть Россию. В частности, Павел Дуров на своей странице в социальной сети назвал несколько причин, из-за которых у зрителя может сложиться обманчивое представление о жизни и работе в Калифорнии.

### «Почему в России пытают»
7 декабря 2021 года был опубликован фильм длиной в 2 часа 20 минут о пытках в России «Почему в России пытают». В фильме Юрий показывает людей, которые прошли через пытки, правозащитников и правозащитные организации, которые занимаются этой проблемой. Менее чем за двое суток фильм набрал свыше 2 миллионов просмотров.

### «Человек во время войны»
11 апреля 2022 года был опубликован фильм «Человек во время войны» о работе добровольцев, помогающих беженцам с Украины.

## Премии и номинации
- 2016 — премия «GQ Человек года» в номинации «Лицо из телевизора» (программа «Культ тура» вместе с Евгением Савиным[73]).
- 2017 — премия «GQ Человек года» в номинации «Лицо с экрана»[74].
- 2017, октябрь — премия «Редколлегия» совместно с Александром Аксёновым за документальный фильм «Сергей Бодров — главный русский супергерой»[75].
- 2018 — премия Glamour Influencers Awards 2018 в номинации «#glam_youtube»[76].
- 2019 — премия «GQ Человек года» в номинации «Лицо с экрана»[77][78].
- 2019 — премия «Профессия — журналист» фонда «Открытая Россия» в номинации «Видеодокумент» за фильм «Беслан. Помни»[79].
- 2020, февраль — премия «Редколлегия» за фильм «ВИЧ в России — эпидемия, про которую не говорят»[80].
- 2020 — премия «Профессия — журналист» фонда «Открытая Россия» в номинации «Видеодокумент» за материалы «Навальные — интервью после отравления» и «Камчатка — полуостров, про который забыли»[81].
- 2022 — 6 место в рейтинге инфлюенсеров-блогеров Romir Influence Ranking[82].
- 2021, декабрь — премия «Редколлегия» за фильм «Почему в России пытают?» (совместно с Даниилом Туровским)[83].